# Golf Blue Green Durbuy
Le golf de Durbuy est l'un des deux golfs qui constituent le Five Nations Durbuy Golf Club avec le Five Nations Golf Club depuis 2019.
Le golf de Durbuy se trouve dans la commune de Durbuy, section de Barvaux-sur-Ourthe, en province de Luxembourg. Les deux golfs sont distants d’une dizaine de kilomètres.

## Historique
Le parcours 18 trous (par 72) a été conçu par l’architecte Fred Hawtree en 1991. Il s’agit de l’unique parcours 18 trous de la province de Luxembourg.
D’abord propriété du Five Nations Golf Club, il est repris le 12 février 2015 par le groupe Blue Green.
En août 2018, le groupe La Petite Merveille (Bart Marten et Marc Coucke) le rachète, en même temps qu’il rachète le site golfique de Méan.[réf. nécessaire]

## Parcours
Le Golf de Durbuy, conçu par l’architecte Fred Hawtree  s’étend sur 120 hectares, dispose d'un parcourt de 18 trous. L'ancien parcours 9 trous 'les pins' est abandonné.
Le site est situé dans un paysage sensiblement différent du Five Nations Méan.
Dans cette zone boisée d’arbres centenaires au relief accidenté, le parcours 18 trous (par-72) est un vrai défi. Le parcours de 5 886 m maximum est très technique et la monotonie ne s’installe jamais, tant pour les novices que pour les joueurs chevronnés.
La zone d’entraînement comprend un driving range, un putting green et un pitch & putt.

## Infrastructure
Le golf de Durbuy dispose d’un club-house et d’un proshop.